# Gran Premio de San Marino de Motociclismo de 2020
El Gran Premio de San Marino de Motociclismo de 2020 (oficialmente Gran Premio Lenovo di San Marino e della Riviera di Rimini) fue la séptima prueba del Campeonato del Mundo de Motociclismo de 2020. Tuvo lugar en el fin de semana del 11 al 13 de septiembre en el Misano World Circuit Marco Simoncelli, situado en la comuna de Misano Adriatico, región de Emilia-Romaña, Italia.
La carrera de MotoGP fue ganada por Franco Morbidelli, seguido de Francesco Bagnaia y Joan Mir. Luca Marini fue el ganador de la prueba de Moto2, por delante de Marco Bezzecchi y Enea Bastianini. La carrera de Moto3 fue ganada por John McPhee, Ai Ogura fue segundo y Tatsuki Suzuki tercero. Matteo Ferrari fue el ganador de la carrera de MotoE seguido de Xavier Siméon y Dominique Aegerter.

## Resultados

### Resultados MotoGP
| Pos.    | N.º | Piloto            | Constructor | Vueltas | Tiempo    | Parrilla | Puntos |
| ------- | --- | ----------------- | ----------- | ------- | --------- | -------- | ------ |
| 1       | 21  | Franco Morbidelli | Yamaha      | 27      | 42:02.272 | 2        | 25     |
| 2       | 63  | Francesco Bagnaia | Ducati      | 27      | +2.217    | 6        | 20     |
| 3       | 36  | Joan Mir          | Suzuki      | 27      | +2.290    | 8        | 16     |
| 4       | 46  | Valentino Rossi   | Yamaha      | 27      | +2.643    | 4        | 13     |
| 5       | 42  | Álex Rins         | Suzuki      | 27      | +4.044    | 7        | 11     |
| 6       | 12  | Maverick Viñales  | Yamaha      | 27      | +5.383    | 1        | 10     |
| 7       | 04  | Andrea Dovizioso  | Ducati      | 27      | +10.358   | 9        | 9      |
| 8       | 43  | Jack Miller       | Ducati      | 27      | +11.155   | 5        | 8      |
| 9       | 30  | Takaaki Nakagami  | Honda       | 27      | +10.839   | 14       | 7      |
| 10      | 44  | Pol Espargaró     | KTM         | 27      | +12.030   | 11       | 6      |
| 11      | 88  | Miguel Oliveira   | KTM         | 27      | +12.376   | 12       | 5      |
| 12      | 33  | Brad Binder       | KTM         | 27      | +12.405   | 16       | 4      |
| 13      | 41  | Aleix Espargaró   | Aprilia     | 27      | +15.142   | 13       | 3      |
| 14      | 27  | Iker Lecuona      | KTM         | 27      | +19.914   | 18       | 2      |
| 15      | 5   | Johann Zarco      | Ducati      | 27      | +20.152   | 10       | 1      |
| 16      | 9   | Danilo Petrucci   | Ducati      | 27      | +22.094   | 15       |        |
| 17      | 73  | Álex Márquez      | Honda       | 27      | +22.473   | 21       |        |
| 18      | 6   | Stefan Bradl      | Honda       | 27      | +37.856   | 19       |        |
| 19      | 38  | Bradley Smith     | Aprilia     | 27      | +1:18.831 | 20       |        |
| Ret     | 53  | Tito Rabat        | Ducati      | 22      | Caída     | 17       |        |
| Ret     | 20  | Fabio Quartararo  | Yamaha      | 18      | Caída     | 3        |        |
| DNS     | 35  | Cal Crutchlow     | Honda       |         | No empezó |          |        |
| 1.      |     |                   |             |         |           |          |        |
| Fuente: |     |                   |             |         |           |          |        |

### Resultados Moto2
| Pos.    | N.º | Piloto                | Constructor | Vueltas | Tiempo    | Parrilla | Puntos |
| ------- | --- | --------------------- | ----------- | ------- | --------- | -------- | ------ |
| 1       | 10  | Luca Marini           | Kalex       | 25      | 40:41.774 | 1        | 25     |
| 2       | 72  | Marco Bezzecchi       | Kalex       | 25      | +0.799    | 2        | 20     |
| 3       | 33  | Enea Bastianini       | Kalex       | 25      | +0.897    | 3        | 16     |
| 4       | 97  | Xavi Vierge           | Kalex       | 25      | +2.177    | 4        | 13     |
| 5       | 37  | Augusto Fernández     | Kalex       | 25      | +8.307    | 6        | 11     |
| 6       | 12  | Thomas Lüthi          | Kalex       | 25      | +9.046    | 10       | 10     |
| 7       | 21  | Fabio Di Giannantonio | Speed Up    | 25      | +9.971    | 8        | 9      |
| 8       | 22  | Sam Lowes             | Kalex       | 25      | +16.485   | PL       | 8      |
| 9       | 44  | Arón Canet            | Speed Up    | 25      | +17.036   | 20       | 7      |
| 10      | 16  | Joe Roberts           | Kalex       | 25      | +17.209   | 16       | 6      |
| 11      | 7   | Lorenzo Baldassarri   | Kalex       | 25      | +17.741   | 18       | 5      |
| 12      | 42  | Marcos Ramírez        | Kalex       | 25      | +19.152   | 9        | 4      |
| 13      | 19  | Lorenzo Dalla Porta   | Kalex       | 25      | +21.946   | 14       | 3      |
| 14      | 24  | Simone Corsi          | MV Agusta   | 25      | +22.005   | 21       | 2      |
| 15      | 11  | Nicolò Bulega         | Kalex       | 25      | +24.404   | 17       | 1      |
| 16      | 96  | Jake Dixon            | Kalex       | 25      | +24.663   | 15       |        |
| 17      | 62  | Stefano Manzi         | MV Agusta   | 25      | +27.442   | 19       |        |
| 18      | 35  | Somkiat Chantra       | Kalex       | 25      | +32.671   | 22       |        |
| 19      | 64  | Bo Bendsneyder        | NTS         | 25      | +35.844   | 24       |        |
| 20      | 99  | Kasma Daniel          | Kalex       | 25      | +46.463   | 23       |        |
| Ret     | 45  | Tetsuta Nagashima     | Kalex       | 24      | Caída     | 7        |        |
| Ret     | 55  | Hafizh Syahrin        | Speed Up    | 21      | Caída     | 12       |        |
| Ret     | 23  | Marcel Schrötter      | Kalex       | 18      | Caída     | 5        |        |
| Ret     | 27  | Andi Farid Izdihar    | Kalex       | 16      | Caída     | 25       |        |
| Ret     | 2   | Jesko Raffin          | NTS         | 15      | Retirado  | 27       |        |
| Ret     | 57  | Edgar Pons            | Kalex       | 12      | Retirado  | 26       |        |
| Ret     | 9   | Jorge Navarro         | Speed Up    | 10      | Caída     | 11       |        |
| Ret     | 40  | Héctor Garzó          | Kalex       | 6       | Caída     | 13       |        |
| DNS     | 87  | Remy Gardner          | Kalex       |         | No empezó |          |        |
| 1.      |     |                       |             |         |           |          |        |
| Fuente: |     |                       |             |         |           |          |        |

### Resultados Moto3
| Pos.    | N.º | Piloto             | Constructor | Vueltas | Tiempo    | Parrilla | Puntos |
| ------- | --- | ------------------ | ----------- | ------- | --------- | -------- | ------ |
| 1       | 17  | John McPhee        | Honda       | 23      | 39:48.952 | 17       | 25     |
| 2       | 79  | Ai Ogura           | Honda       | 23      | +0.037    | 1        | 20     |
| 3       | 24  | Tatsuki Suzuki     | Honda       | 23      | +0.232    | 3        | 16     |
| 4       | 52  | Jeremy Alcoba      | Honda       | 23      | +0.393    | 8        | 13     |
| 5       | 2   | Gabriel Rodrigo    | Honda       | 23      | +0.490    | 2        | 11     |
| 6       | 14  | Tony Arbolino      | Honda       | 23      | +0.543    | 9        | 10     |
| 7       | 5   | Jaume Masiá        | Honda       | 23      | +0.833    | 14       | 9      |
| 8       | 55  | Romano Fenati      | Husqvarna   | 23      | +0.928    | 5        | 8      |
| 9       | 7   | Dennis Foggia      | Honda       | 23      | +0.976    | 15       | 7      |
| 10      | 16  | Andrea Migno       | KTM         | 23      | +1.121    | 4        | 6      |
| 11      | 23  | Niccolò Antonelli  | Honda       | 23      | +1.554    | 20       | 5      |
| 12      | 6   | Ryusei Yamanaka    | Honda       | 23      | +1.691    | 27       | 4      |
| 13      | 54  | Riccardo Rossi     | KTM         | 23      | +1.921    | 12       | 3      |
| 14      | 82  | Stefano Nepa       | KTM         | 23      | +1.961    | 16       | 2      |
| 15      | 99  | Carlos Tatay       | KTM         | 23      | +2.239    | 22       | 1      |
| 16      | 53  | Deniz Öncü         | KTM         | 23      | +3.927    | 28       |        |
| 17      | 27  | Kaito Toba         | KTM         | 23      | +8.517    | 25       |        |
| 18      | 9   | Davide Pizzoli     | KTM         | 23      | +11.399   | 23       |        |
| 19      | 50  | Jason Dupasquier   | KTM         | 23      | +11.679   | 26       |        |
| 20      | 12  | Filip Salač        | Honda       | 23      | +11.835   | 10       |        |
| 21      | 89  | Khairul Idham Pawi | Honda       | 23      | +18.331   | 24       |        |
| 22      | 73  | Maximilian Kofler  | KTM         | 23      | +18.598   | 31       |        |
| 23      | 92  | Yuki Kunii         | Honda       | 23      | +18.891   | 30       |        |
| 24      | 70  | Barry Baltus       | KTM         | 23      | +41.938   | 29       |        |
| 25      | 11  | Sergio García      | Honda       | 23      | +1:01.077 | 11       |        |
| Ret     | 75  | Albert Arenas      | KTM         | 21      | Caída     | 13       |        |
| Ret     | 40  | Darryn Binder      | KTM         | 14      | Retirado  | 19       |        |
| Ret     | 71  | Ayumu Sasaki       | KTM         | 6       | Caída     | 21       |        |
| Ret     | 21  | Alonso López       | Husqvarna   | 6       | Retirado  | 18       |        |
| Ret     | 25  | Raúl Fernández     | KTM         | 0       | Retirado  | 6        |        |
| Ret     | 13  | Celestino Vietti   | KTM         | 0       | Caída     | 7        |        |
| 1.      |     |                    |             |         |           |          |        |
| Fuente: |     |                    |             |         |           |          |        |

### Resultados MotoE
| Pos.    | N.º | Piloto             | Constructor | Vueltas | Tiempo    | Parrilla | Puntos |
| ------- | --- | ------------------ | ----------- | ------- | --------- | -------- | ------ |
| 1       | 11  | Matteo Ferrari     | Energica    | 7       | 12:14.331 | 4        | 25     |
| 2       | 10  | Xavier Siméon      | Energica    | 7       | +0.213    | 2        | 20     |
| 3       | 77  | Dominique Aegerter | Energica    | 7       | +0.372    | 5        | 16     |
| 4       | 40  | Jordi Torres       | Energica    | 7       | +0.474    | 7        | 13     |
| 5       | 27  | Mattia Casadei     | Energica    | 7       | +0.606    | 1        | 11     |
| 6       | 63  | Mike Di Meglio     | Energica    | 7       | +0.780    | 9        | 10     |
| 7       | 61  | Alessandro Zaccone | Energica    | 7       | +4.393    | 10       | 9      |
| 8       | 15  | Alex de Angelis    | Energica    | 7       | +4.476    | 16       | 8      |
| 9       | 70  | Tommaso Marcon     | Energica    | 7       | +4.915    | 8        | 7      |
| 10      | 51  | Eric Granado       | Energica    | 7       | +5.056    | 18       | 6      |
| 11      | 7   | Niccolò Canepa     | Energica    | 7       | +5.439    | 6        | 5      |
| 12      | 35  | Lukas Tulovic      | Energica    | 7       | +5.705    | 3        | 4      |
| 13      | 55  | Alejandro Medina   | Energica    | 7       | +8.448    | 12       | 3      |
| 14      | 18  | Xavier Cardelús    | Energica    | 7       | +8.582    | 13       | 2      |
| 15      | 6   | María Herrera      | Energica    | 7       | +8.813    | 14       | 1      |
| 16      | 84  | Jakub Kornfeil     | Energica    | 7       | +11.795   | 17       |        |
| 17      | 66  | Niki Tuuli         | Energica    | 7       | +12.892   | 11       |        |
| 18      | 16  | Josh Hook          | Energica    | 7       | +36.401   | 15       |        |
| 1.      |     |                    |             |         |           |          |        |
| Fuente: |     |                    |             |         |           |          |        |